# Politický vězeň

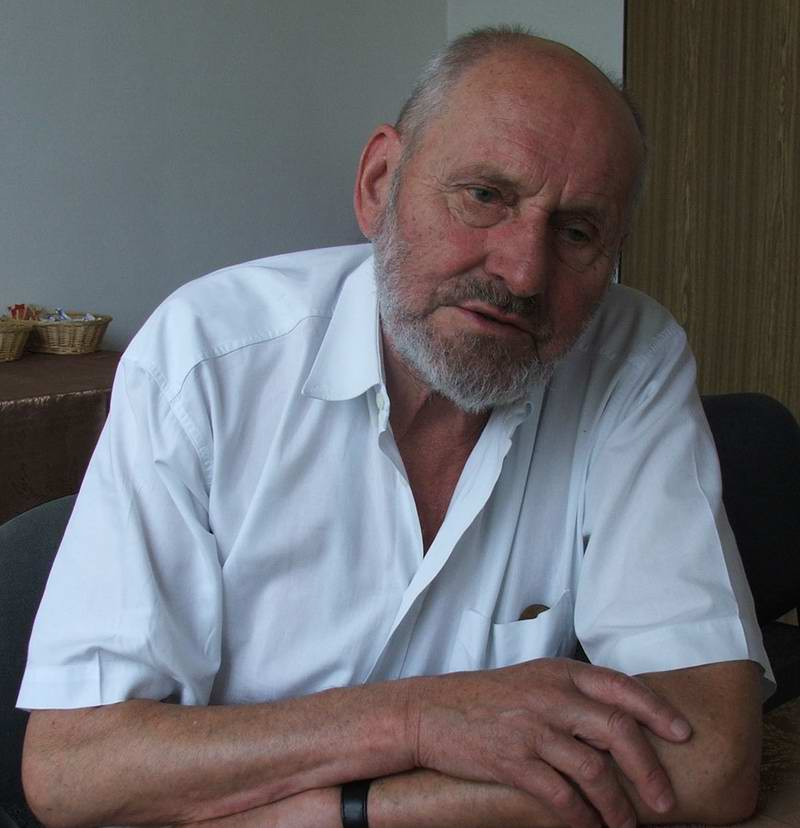
Karel Kukal - český skaut a politický vězeň v době komunismu

Politický vězeň je osoba, která je nebo byla vězněna pro svou politickou nebo náboženskou činnost, náboženskou příslušnost nebo za svoje názorové přesvědčení.

## Političtí vězni jako odpůrci režimu
Političtí vězni jsou charakteristickou součástí totalitních a autoritativních režimů. Jedná se o představitele názorové opozice, kteří představují pro vládnoucí režim z jeho pohledu nežádoucí konkurenci, kterou se vládnoucí režim snaží různými způsoby potlačit. Jednu z metod potlačení opozice vládní hegemonie představuje kriminalizace opozice.

## Příklady
Politickým vězněm může být i odpůrce režimu, který je či byl z politických důvodů účelově odsouzen za smyšlené zločiny nepolitického charakteru. Například komunistický režim v Československu se snažil všemožně bránit nezávislým umělecký projevům, proto v roce 1976 uvěznil členy hudební skupiny The Plastic People of the Universe, pod záminkou toho, že zpívají vulgárně, čímž budí veřejné pohoršení.
Režim často následně trestá celé rodiny (například vystěhováním, ztrátou zaměstnání). V historii je nejznámější zavírání odpůrců režimu komunismu či nacismu do koncentračních táborů. 

### Svět

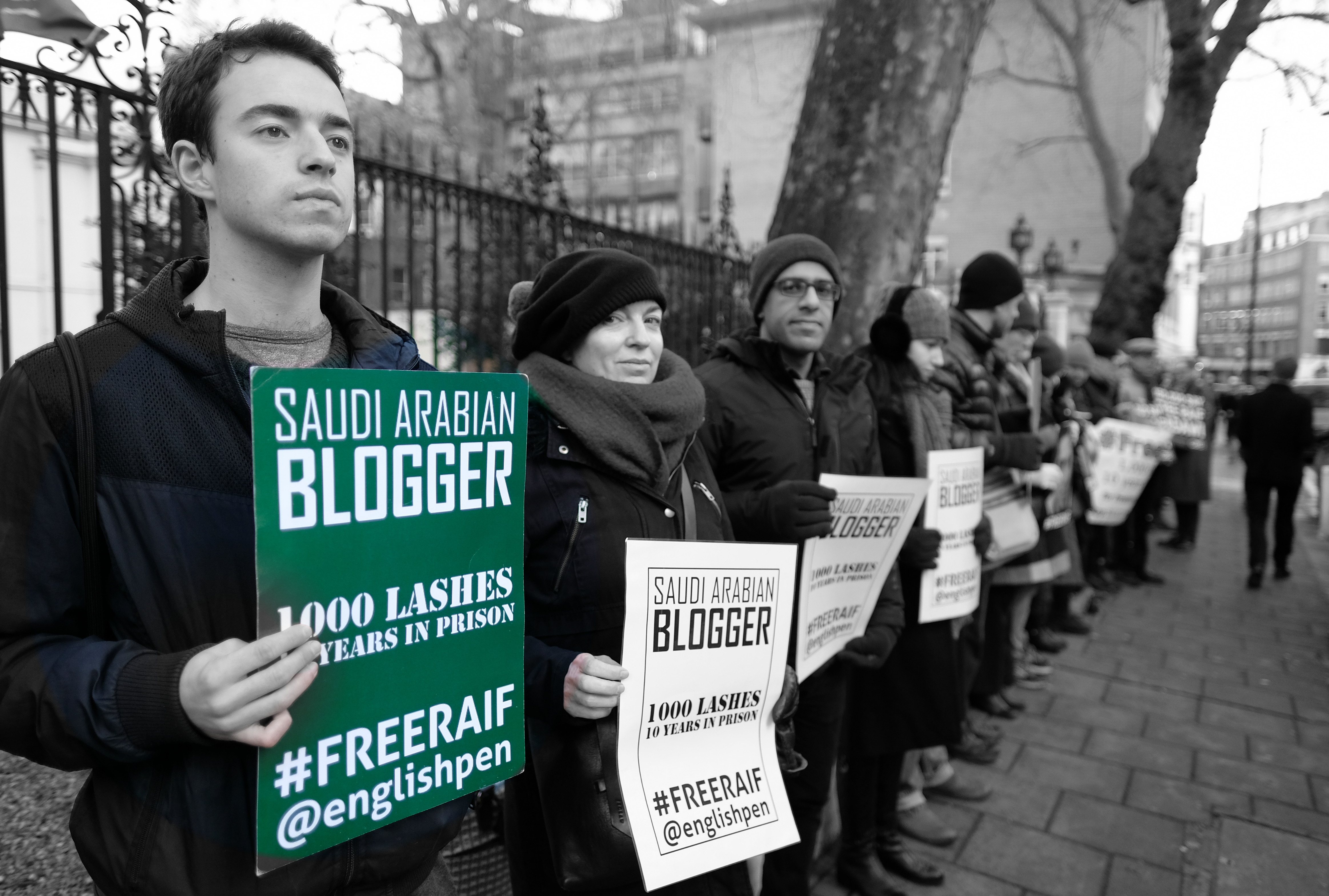
Protest za propuštění saúdského politického vězně Ráifa Badawího, Londýn, leden 2017

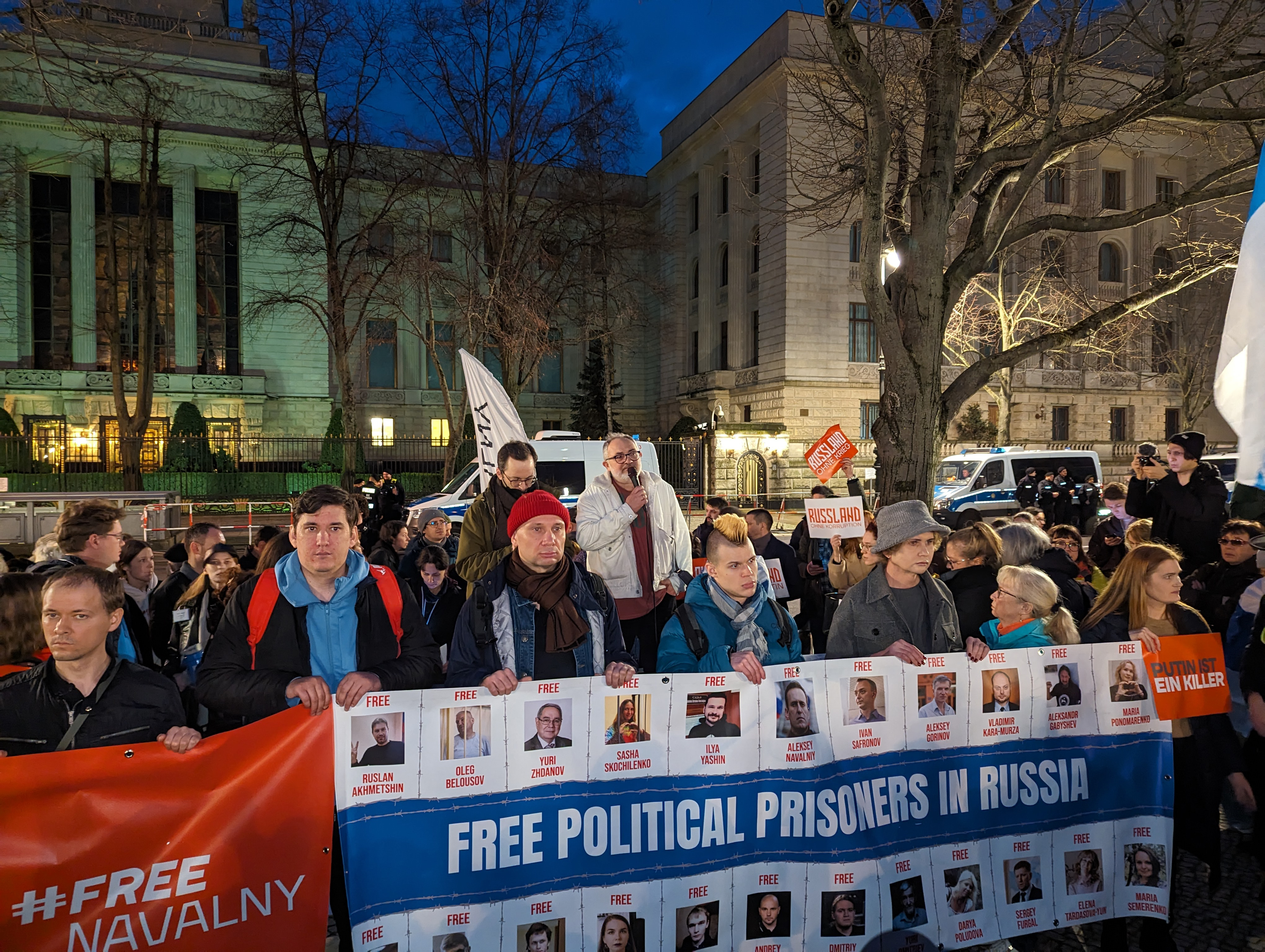
Protest proti věznění Alexeje Navalného a dalších politických vězňů v Rusku, Berlín, únor 2024

Na počátku 21. století je problém politických vězňů vlastní řadě států, ale největší kritika se snáší na země jako jsou Bělorusko, Čína, Kuba, Rusko, Severní Korea a další. V Egyptě bylo v roce 2020 uvězněno více než 60,000 politických vězňů.
Lidé však bývají za své politickou nebo náboženskou činnost, případně za své vyjádřené názory stíháni, trestáni řidčeji i vězněni také v demokratických státech.

### Česká republika
V České republice je například trestné Založení, podpora a propagace hnutí směřujícího k potlačení práv a svobod člověka, anebo Popírání, zpochybňování, schvalování a ospravedlňování genocidy (nejčastěji zpochybňování holokaustu).
V českých zemích se jako političtí vězni označují bývalí věznění odpůrci minulých nedemokratických režimů, jimž jsou političtí vězni (v komunistickém Československu přes čtvrt miliónu lidí), nebo případně (v užším významu) – obzvláště postihovaní vězni, které čekala ta nejtěžší vězení a koncentrační tábory a počítalo se u nich s jejich likvidací (v Československu to byly řádově desetitisíce lidí). Většina z československých politických vězňů byla odsouzena na základě zákona č. 231/1948 Sb. (zákon na ochranu lidově demokratické republiky). Po tomto zákonu byl též pojmenován klub sdružující politické vězně komunismu – K 231, na nějž navázala Konfederace politických vězňů České republiky.
Český právní řád pak zná dva druhy politických vězňů:
- politický vězeň nacistické okupace – je ten občan, který byl v době mezi 15. březnem 1939 a 4. květnem 1945 omezen na osobní svobodě vězněním, internováním, odvlečením nebo jinak pro svou politickou činnost směřující přímo proti nacistickým okupantům, jejich pomahačům nebo zrádcům národa nebo z důvodů perzekuce politické, národní, rasové nebo náboženské, trvalo-li omezení osobní svobody alespoň 3 měsíce, nebo sice dobu kratší, utrpěl-li však újmu na zdraví nebo na těle vážnějšího rázu nebo zemřel následkem omezení osobní svobody.[6]
- politický vězeň komunistického režimu – každý občan, který byl vězněn mezi 25. únorem 1948 a 1. lednem 1990 a u kterého bylo rozhodnutí o jeho věznění zcela nebo částečně zrušeno podle zákona č. 119/1990 Sb., o soudní rehabilitaci, nebo podle zákona č. 198/1993 Sb., o protiprávnosti komunistického režimu a o odporu proti němu.[7]